# 渚滑村
渚滑村（しょこつむら）は、かつて北海道紋別郡に存在した村である。1937年に上渚滑村に改称した村と、1940年に下渚滑村から改称した村の二つが存在した。

## 沿革
- 1906年（明治39年）4月1日 - 北海道二級町村制施行により紋別郡渚滑村が村制施行し、渚滑村（第一次）が発足。
- 1918年（大正7年）4月1日 - 村域の一部が分離され村制施行し滝上村（二級）が発足。
- 1932年（昭和7年）6月1日 - 村域の一部が分離され村制施行し下渚滑村（しもしょこつむら、二級）が発足。
- 1937年（昭和12年）11月1日 - 渚滑村（第一次）が上渚滑村に改称。
- 1940年（昭和15年）1月1日 - 紋別郡下渚滑村が渚滑村（第二次）に改称。
- 1954年（昭和29年）7月1日 - 紋別郡紋別町、上渚滑村と合併し、市制施行して紋別市が成立。